# Thomas Thollé
Thomas Thollé   (Lieja, 1760 - París, 1823) fou un tenor i compositor. Començà a estudiar música a l'església de Sant Pau de Lieja, sota la direcció del mestre Moreau. Més tard entrà com a infant de cor en l'església de Nostra Senyora d'Anvers. Havent assolit una pensió als catorze anys per continuar els estudis a Itàlia, es traslladà a Nàpols, ingressant en el Conservatori de la Pietà de'Turchini, on va rebre lliçons, en qualitat d'extern, de Sala i Fenaroli. Acabats els estudis cantà en algunes ciutats d'Itàlia, com a tenor d'òpera bufa, i després es traslladà a França, on aconseguí el càrrec de mestre de capella de l'església de Santa Radegunda de Poitiers. La clausura de l'església durant la Revolució l'obligà a traslladar-se a París, on es dedicà a l'ensenyança del cant i la composició. Publicà cinc col·leccions de romances, així com gran nombre de peces, i feu representar el 1802 la seva òpera en dos actes, Atala.